# Helmut Deutschland
Helmut Deutschland (* 25. März 1918 in Berlin; † 11. Februar 2007) war ein deutscher Tischtennisspieler. Er wurde zusammen mit Heinz Raack 1948 Deutscher Meister im Doppel.

## Sportlicher Werdegang
Deutschland spielte in mehreren Berliner Vereinen. Mit 12 Jahren trat er dem TTC Tivoli Heiligensee bei. Später wechselte er zum TSV Wittenau, mit dem er bei den Deutschen Mannschaftsmeisterschaften 1939 den 3. Platz mit den Spielern Heinz Herbst (1918–1994), Heinz Raack, Helmut Deutschland, Herbert Elsholz (gefallen 1941), Robert Kinsky (gefallen 1941) und Herbert Schmigalla (1910–1981). Nach 1945 schloss er sich dem BTTC Grün-Weiß Berlin (Lankwitz) an. Er erzielte mehrere regionale Erfolge, im Doppel wurde er sogar fünfmal Berliner Meister (1938, 1939, 1946, 1948, 1949). Sein größter Erfolg war die deutsche Doppelmeisterschaft zusammen mit Heinz Raack 1948 in Göttingen. Mit dem BTTC Grün-Weiß Berlin wurde er in der Saison 1951/52 Meister der Oberliga Nord und Dritter bei den Deutschen Mannschaftsmeisterschaften mit den Spielern Heinz Raack, Arno Ring, Götz Meschede, Max Scherek, Helmut Deutschland und Haedecke.
Ende der 1970er und Anfang der 1980er Jahre spielte er noch in der Seniorenmannschaft des Spandauer TTC. Bei den Berliner Einzelmeisterschaften der Senioren siegte er 1983 im Einzel in der Klasse Ü 60 sowie 1991 und 1994 in der Klasse Ü 70. Außerdem siegte er im Doppel in den Jahren 1985, 1986 und 1989 bei den Ü 60 sowie in den Jahren 1991, 1992, 1994 und 1995 bei den Ü 70. Im Mixed siegte er 1985 (Ü 60). 2003 beendete er seine Aktivitäten.
Seine Frau Hilde Deutschland war im Seniorenbereich ebenfalls erfolgreich. 1996, 1998, 1999 wurde sie Berliner Einzelmeisterin (Ü 70) sowie bei den Ü 75 in den Jahren 2001 und 2002. Im Doppel siegte sie in der Klasse Ü 60 bereits 1991 und 1993, ebenso 1993 bei den Ü 70. 1995 siegte sie im Doppel und im Mixed bei den Ü 70. 1998 belegte sie im Mixed Platz 1 (Ü 70) und ebenso bei den Ü 75 im Jahre 2002.

## Spielweise
Helmut Deutschland war ein Abwehrspieler. Dabei war er in der Lage, Stoppbälle anzubringen und mit Angriffen zu kontern.

## Privat
Deutschland arbeitete als kaufmännischer Angestellter im Außendienst einer Berliner Firma. Er war mit der fünf Jahre jüngeren Ehefrau Hilde verheiratet und wohnte zuletzt in Berlin-Staaken.